# بيرسي رودريغيز
بيرسي رودريغيز (بالإنجليزية: Percy Rodriguez) (و. 1918 – 2007 م) هو ممثل، وممثل صوت، من كندا، ولد في مونتريال، توفي في إنديو، ريفيرسيدي، كاليفورنيا، عن عمر يناهز 89 عاماً بسبب قصور كلوي.

## وصلات خارجية
- بيرسي رودريغيز على موقع IMDb (الإنجليزية)
- بيرسي رودريغيز على موقع ألو سيني (الفرنسية)
- بيرسي رودريغيز على موقع أول موفي (الإنجليزية)
- بيرسي رودريغيز على موقع قاعدة بيانات برودواي على الإنترنت (الإنجليزية)
- بيرسي رودريغيز على موقع قاعدة بيانات الأفلام السويدية (السويدية)
- بيرسي رودريغيز على موقع إن إن دي بي (الإنجليزية)
- بيرسي رودريغيز على موقع ديسكوغز (الإنجليزية)
- بيرسي رودريغيز على موقع قاعدة بيانات الفيلم (الإنجليزية)
- بيرسي رودريغيز على موقع كينوبويسك (الروسية)